# Trichomachimus hirsutus
Trichomachimus hirsutus là một loài ruồi trong họ Asilidae. Trichomachimus hirsutus được Bromley miêu tả năm 1935. Loài này phân bố ở miền Ấn Độ - Mã Lai.